# Jalcocotán
Jalcocotán es una localidad situada en el municipio de San Blas, en Nayarit, México. Según el censo de 2020, tiene una población de 4400 habitantes.
Está situada en las coordenadas : 21°29´ de latitud norte y 105°06´ de longitud oeste, a una altitud de 425 metros sobre el nivel del mar.
Al norte limita con el municipio de Santiago Ixcuintla, al sur con Compostela, Xalisco y el Océano Pacífico, al este con Tepic y Xalisco, y al oeste con el Océano Pacífico.
La distancia aproximada a la capital del estado es de 22 km. Se comunica por vía terrestre hacia la capital del estado con el poblado El Llano y hacia la costa con otro poblado llamado Tecuitata.

## Reseña histórica
El origen del pueblo de Jalcocotán se remonta a la época prehispánica y se define como voz híbrida náhuatl, cuya etimología proviene de Xalli-Cocotl-Tlan. De este modo, el topónimo significa "lugar de palomas y arena".

## Clima
Es cálido-húmedo con lluvias de junio a octubre con una precipitación promedio anual de 1316.3 mm. La temperatura promedio anual es de 25.6 °C y la dirección de los vientos es moderada del sureste al noroeste.  

## Educación
En educación preescolar existen dos escuelas; en primaria, dos escuelas, una de ellas con 2 tunos, y en secundaria, una. Se cuenta con un plantel de nivel de bachillerato.

## Salud
Existe una unidad de servicios médicos de la Secretaría de Salud.

## Deporte
Se cuenta con una unidad deportiva con canchas de basquetbol, voleibol y de fútbol y un campo de béisbol. Las instituciones educativas cuentan con canchas de usos múltiples. 

## Fiestas tradicionales
El 8 de diciembre se celebra la fiesta patronal a la Virgen de la Inmaculada Concepción.
También es una tradición celebrar las fiestas ejidales el 23 de junio.